# Eliza Svensson
Dolly Elisa (Eliza) Svensson, född 22 september 1912 i Falkenberg, död där 19 april 1990, var en svensk målare, tecknare och grafiker.  
Hon var dotter till konduktören Sven Bengtsson och Hilma Andersson och från 1939 gift med disponenten Helge Svensson. Hon studerade vid Konstgillets målarskola i Borås 1942–1946 och Académie de la Grande Chaumière i Paris samt under studieresor till Bretagne, Lofoten och Marocko. Tillsammans med Aina Beck-Friis och Gösta Boerfors ställde hon ut i Halmstad 1961 och hon medverkade i Borås och Sjuhäradsbygdens konstförenings höstsalonger och Hallands konstförenings höstsalonger samt Älvsborgsutställningen i Alingsås 1965. Separat ställde hon bland annat ut i Ulricehamn. Tillsammans med sex andra konstnärer utgav hon 1953 grafikportföljen 7 träsnitt. Hennes konst består av abstrakta kompositioner med panoramamotiv och detaljstudier av ett begränsat stycke av en klippvägg samt vittrade ting hon hittade längs havsstränderna.